# Gonjasufi
Sumach Ecks, meglio conosciuto come Gonjasufi (San Diego, 1978), è un cantante, musicista e disc jockey statunitense.

## Carriera
Nato da madre di origine messicana e padre afro-americano, nei primi anni novanta comincia a realizzare musica nello scenario hip hop di San Diego, specialmente con la crew chiamata Masters of the Universe.
Realizza dei tour sotto gli pseudonimi di Sumach Valentine e Randy Johnson.
Nel 2008 si fa notare dall'etichetta Warp, dopo aver realizzato una collaborazione col musicista californiano Flying Lotus, nell'album Los Angeles, dove ha cantato il brano Testament.
Il suo album di debutto con la Warp, A Sufi and a Killer, è stato pubblicato l'8 marzo 2010. Ecks ha parlato, in un'intervista, del suo album: "Non volevo farla semplice per l'ascoltatore. Volevo ferirlo un po'. Volevo arrivare in un luogo della sua testa che non fosse stato ancora colpito".
Pitchfork ha descritto la voce di Gonjasufi come: "trasandata, spaventosa, rauca come quella di un fumatore incallito che striscia, come fosse la progenie di George Clinton e Lead Belly".
Ecks, maestro di Yoga, asserisce di aver imparato a padroneggiare il suo stile di canto nelle sue lezioni giornaliere di yoga durante le quali, non utilizzando nessun microfono, doveva trovare un modo per amplificare naturalmente la sua voce, direttamente dal suo stomaco.

## Discografia
Studio Album
- A Sufi and a Killer (2010, Warp Records)
- MU.ZZ.LE (2012, Warp Records)
- Callus (2016, Warp Records)
- Mandela Effect (2017)

Remix
- The Ninth Inning EP (2011, Warp Records)

Collaborazioni
con The Gaslamp Killer
- "I'm in Awe" from Death Gate (2010)
- The Gaslamp Killer - "Veins" and "Apparitions" from Breakthrough (2012)

con Humansuit
- "Lawnmower Man" from Humansuit (2012)

con Perera Elsewhere
- "Giddy" from Everlast (2013)

con Awol One & Gel Roc
- "Flight" from The Cloaks (2014)

con Dag Savage
- "Bad Trip" from E & J (2014)